# The Forgotten Man: A New History of the Great Depression
The Forgotten Man: A New History of the Great Depression (укр. Забута людина: Нова історія Великої Депресії) — книжка Аміті Шлаєс присвячена повторному аналізу подій Великої депресії з позицій вільного ринку.
У книзі автор критикує Герберта Гувера та Закон Смута-Хоулі про мита через їх вплив та загострення Великої депресії шляхом втручання держави. Також критикується Франклін Делано Рузвельт через його помилкову політику, яка призвела до згортання інвестицій та не здійснення кроків, необхідних для зупинки Депресії. Шлаєс критикує Новий курс за його вплив та подовження Депресії.